# إدريس القندوسي
إدريس القندوسي هو مناضل مغربي، كان عضوا في حزب الاستقلال، ولد حوالي 1906 بمكناس وتوفي في الدار البيضاء يوم 12 أكتوبر 1993.

## سيرته
نشأ في مكناس وانتقل إلى القنيطرة حوالي عام 1930، حيث بدأت مواقفه بالتشكل وخاصةبعد لقائه سيدي مشيش العلمي أحد تجار القنيطرة الكبار.
كان ينقل المعلومات للوطنيين المغاربة بين القنيطرة وفاس، مستغلا اشتغاله سائقًا لشركة (Transports Clément)، لذلك كان الوطنيون يلقبونه بـ "ساعي البريد".
التحق بلجنة العمل المغربية (كتلة العمل الوطني) عام 1933 وكان عضوا في خلية القنيطرة المكونة من عدة نشطاء وطنيين من بينهم جيلالي بناني وابنيه محمد وامحمد ومحمد ديوري وعبدالقادر برادة ومحمد زرهوني والعربي الدكالي وأحمد بنديلا .
اعتقل خلال التظاهرة الكبرى ل 27 أكتوبر 1937، ثم حكم عليه بالسجن لمدة عامين مع آخرين منهم سيدي مشيش العلمي ومحمد ديوري والجيلالي بناني وابناه محمد وامحمد وحميدو برادة وعبد القادر برادة وبوشتى الجامعي وأحمد بنديلا وعبد الحق بلبشير ومُنِع من الإقامة في القنيطرة بعد نفيه إلى فاس.
بين عامي 1939 و1943، كان عضوا في الحركة الوطنية وتحديدا في حزب كتلة العمل الوطني ثم في حزب الاستقلال إلى جانب عبد العزيز بن إدريس عمراوي ومحمد بن عبد الله والعربي تسولي .

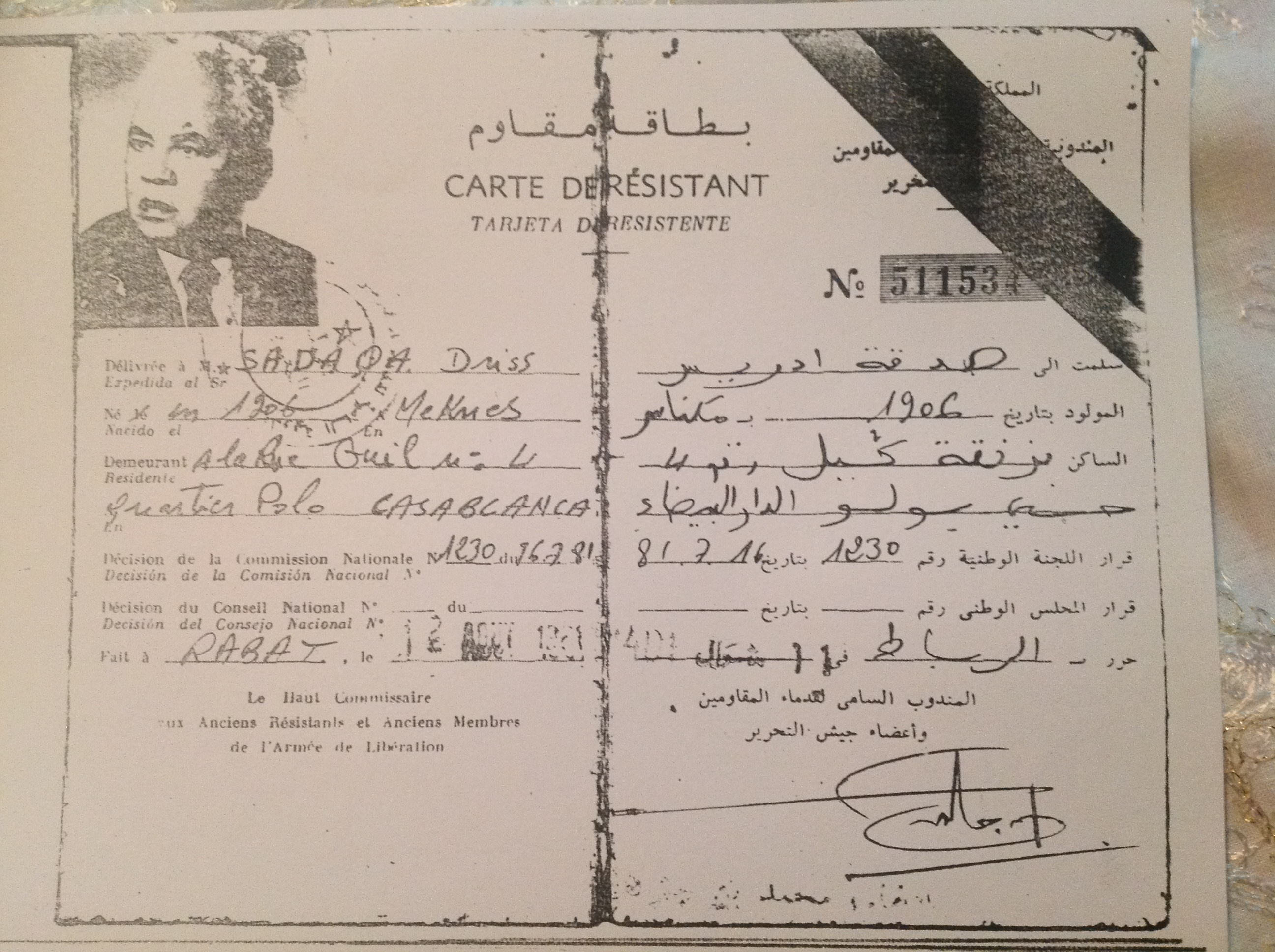
بطاقة مقاوم إدريس القندوسي باسم إدريس صدقة

منذ عام 1943، انتقل إلى الرباط وانضم إلى المهدي بن بركة، مولاي مصطفى العلوي، بن عيسى حكم، عبد الرحيم ڭديرة، الذين شكلوا مجموعة أطلق عليها اسم "الجنود المجهولين"، بأمر من المهدي بن بركة، كان يقوم بتعبئة 12 كيسًا كل أسبوع تحتوي على معلومات تسلم للهاشمي الفيلالي في الدار البيضاء وللحاج أحمد مكوار بفاس. بعد ذلك اشترى بناصر حركات الحبر والورق الذي كانت تكتب فيه تلك الرسائل تحت غطاء الكونفدرالية العامة للشغل(CGT) من شركة كونتيننتال حتى عام 1946 عندما ظهرت جريدة العلم.
كان مطلوباً من قبل سلطات الحماية، فغير لقبه من قندوسي إلى صدقة.
اعتقل عدة مرات عام 1944 أثناء مظاهرة سلا الكبرى، ثم في عام 1952 في الرباط، انضم إلى التنظيم السري "اليد السوداء" برفقة محمد التازي وعبد الكريم بن العربي ولحسن زعيم. في عام 1954 اعتقل بتهمة حيازة أسلحة وحكم عليه بالسجن لمدة عامين. أطلق سراحه بعد الاعتراف بالاستقلال.
استقبل في مارس في القصر الملكي على رأس وفد المعتقلين الوطنيين السابقين، وقدم تعازيه للملك محمد الخامس في وفاة والدته للا ياقوت.
انتقل إلى الدار البيضاء عام 1957 حيث عمل وكيلا في سوق الجملة حتى عام 1970. شغل منصب مستشار الدائرة 32 (باشكو) التابعة لدائرة المعارف من 1983 إلى 1992.